# 246
El año 246 (CCXLVI) fue un año común comenzado en jueves del calendario juliano, en vigor en aquella fecha.
En el Imperio romano el año fue nombrado como el del consulado de Presente y Albino o, menos comúnmente, como el 999 Ab urbe condita, siendo su denominación como 246 posterior, de la Edad Media, al establecerse el Anno Domini.

## Acontecimientos

### Por lugar

#### Imperio romano
- Filipo el Árabe lucha contra los germanos en el Danubio.
- La Iglesia católica organiza el primer Concilio de Arabia, en la localidad de Bostra, Arabia Saudita.

#### Asia
- El reino coreano de Baekje, bajo el reinado de Goi, ataca a los comandos chinos de Daifang.

## Nacimientos
- Cao Huan, último emperador del Reino de Wei (m. 302) (fecha aproximada).

## Fallecimientos
- Dong Yun, ministro del Segundo Reino de Shu.